# III. Mereszanh
III. Mereszanh ókori egyiptomi királyné a IV. dinasztia idején. Kawab trónörökös herceg és testvére, II. Hotepheresz lánya; apja halála után anyja egy másik testvéréhez, Dzsedefré fáraóhoz ment feleségül, Mereszanh férje pedig egy harmadik testvér, Hafré fáraó lett.
Öt gyermeke született, de egyik sem került a trónra, Hafrét egy másik felesége, I. Hamerernebti fia követte. Nebemahet nevű fiát, aki vezírként szolgált, valamint Khenterka herceget – gyermekként – ábrázolják, Niuszerrét pedig említik Mereszanh sírjában. Duaré nevű fia valószínűleg azonos a dinasztia végén élt Duaenré vezírrel. Sepszetkau nevű lányát Nebemahet sírjában említik.
A gízai G7530+7540-es sír és a hozzá tartozó díszes sziklakápolna tulajdonosa. Halála után 272 nappal temették el, mint azt a sírban talált feliratokon feljegyezték. Fekete, palotahomlokzattal díszített gránitszarkofágja és csontváza ma Kairóban található. Körülbelül 1,54 m magas volt, és 50-55 éves korában hunyt el, egy fáraó, talán Menkauré első uralkodási évében. A sír eredetileg anyjának, II. Hotepheresznek készült, aki azonban túlélte Mereszanhot.
Sírjában fennmaradt egy szobra, melyen anyjával ábrázolják. Ma a Bostoni Szépművészeti Múzeum őrzi.
A sírt George Reisner fedezte fel 1927. április 23-án, majd a Harvard Egyetem és a Bostoni Szépművészeti Múzeum megbízásából feltárta. Itt találták meg a legkorábbi ismert kanópuszedényeket.
Címei: A jogar úrnője (wr.t-ḥts), A Két Úr jogarának úrnője (wr.t-ḥts nb.wỉ), Aki látja Hóruszt és Széthet (m33.t-ḥrw-stš), A király felesége (ḥm.t-nỉswt), A király szeretett felesége (ḥm.t-nỉswt mrỉỉ.t=f), A Két Úrnő szeretettjének hitvese (zm3.t mrỉỉ-nb.tỉ), Hórusz segítője (ḫt-ḥrw), Hórusz társa (tỉs.t-ḥrw), Hórusz társa (smr.t-ḥrw), Hórusz szeretett társa (smr.t-ḥrw mrỉỉ.t=f), Nagy kegyben álló (wr.t-ḥzwt), Nagy, Thot kegyében álló (wr.t-ḥzwt ḏḥwtỉ), A király lánya (z3.t-nỉswt), A király vér szerinti lánya (z3.t-nỉswt-n-ẖt=f), A király szeretett lánya (z3.t-nỉswt mrỉỉ.t=f), A király szeretett, vér szerinti lánya (z3.t-nỉswt-n.t-ẖt=f mrỉỉ.t=f), Thot papnője (ḥm.t-nṯr ḏḥwtỉ), Bapef papnője (ḥm.t-nṯr b3-pf), Hathor, Dendera úrnőjének papnője (ḥm.t-nṯr ḥwt-ḥrw nb.t-ỉwn.t).

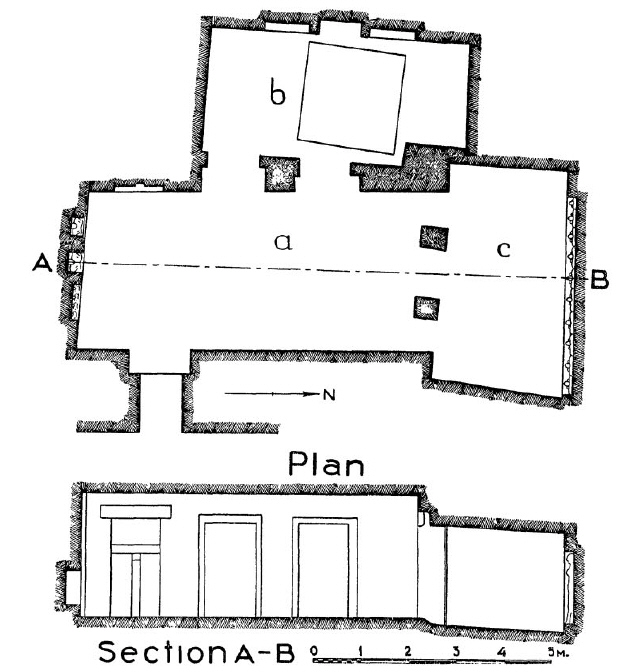
III. Mereszanh masztabájának alaprajza George Andrew Reisner ásatási dokumentációjából (George Andrew Reisner: A History of the Giza Necropolis, Vol. 1)